# Cirkels (Herman van Veen)
Cirkels is een single van Herman van Veen. Het is afkomstig van zijn album Herman van Veen (II) uit 1969. Muziekproducent was Hans van Baaren.
Cirkels is een cover van The windmills of your mind geschreven door Michel Legrand (muziek) en Alan Bergman en Marylin Bergman. Rob Chrispijn schreef er een Nederlandse tekst bij.
Carnaval naar Santiago is ook een cover. Ditmaal werd A Santiago van Jean Ferrat vertaald door Robert Smit en Arno Guldemond.
Cirkels haalde de Nederlandse en Belgische hitparades niet. Het werd in 1983 opnieuw met Fiets als single uitgegeven, ook toen haalde het de hitparade niet.